# Vila Václava Charváta
Vila Václava Charváta je modernistická vila v Hradci Králové, zbudovaná pro Václava Charváta, úředníka Rakouské severozápadní dráhy. Vila byla vystavěna v letech 1909–1910 a autorem  architektonického návrhu byl architekt Vladimír Fultner.

## Historie
Václav Charvát mohl jako státní zaměstnanec zakoupit pozemek na Střelecké ulici (v tzv. „úřednickém“ sektoru) za velmi výhodných podmínek, jeho finanční investice pak mohla směřovat primárně do výstavby vily samotné. O stavební povolení stavebník poprvé zažádal v září 1909, nebylo mu ale uděleno, protože průčelí vily schvalovatelé označili na nevkusné – projekt pak musel být na základě této výtky přepracován (jednalo se především o umírnění přehnané dekorativity). Stavbu vily realizovala stavební firma Františka Jaroslava Černého, která se pravděpodobně podílela i na projektovém dopracování Fultnerova architektonického návrhu. Vila pak byla dokončena v březnu 1910.
Již v roce 1928 byla na popud nového vlastníka domu, štábního kapitána Františka Košťála, vila podle projektu stavební firmy Václava Nekvasila a Roberta Schmidta přestavována. Nevýznamnějšími změnami bylo zjednodušení fasády (zmizel ornament), zcela nové křídlo domu se střešní terasou a dřevěná nástavba nad vstupním schodištěm.
V roce 1962 přešla vila do vlastnictví státu a v následujících letech (především při přestavbě v 80. letech 20. století) pravděpodobně došlo k odstranění doposud zbývajících zdobných prvků.

## Architektura
Vila má kvůli náročným terénním podmínkám zčásti zapuštěné, polosuterénní přízemí. V hlavním obytném patře domu je z haly možné vstoupit do ložnice, jídelny a kuchyně, v podkroví se pak nacházejí dva pokoje s vikýři. Centrální hala domu není schodišťová, k vertikální komunikaci v domě slouží zcela samostatné boční schodiště.
Nejvýraznějším prvkem domu je právě schodišťová věž, typická pro Fultnerovy projekty (například též nedaleká Píšova vila). Dalším zajímavým elementem stavby bylo venkovní slavnostní schodiště, lemované umělecky ztvárněnými kandelábry. To bylo odstraněno během přestavby v roce v 1928.
Zejména nápadná schodišťová věž ukazuje na Fultnerovu inspiraci Kotěrovou vilou na pražských Vinohradech.

## Galerie

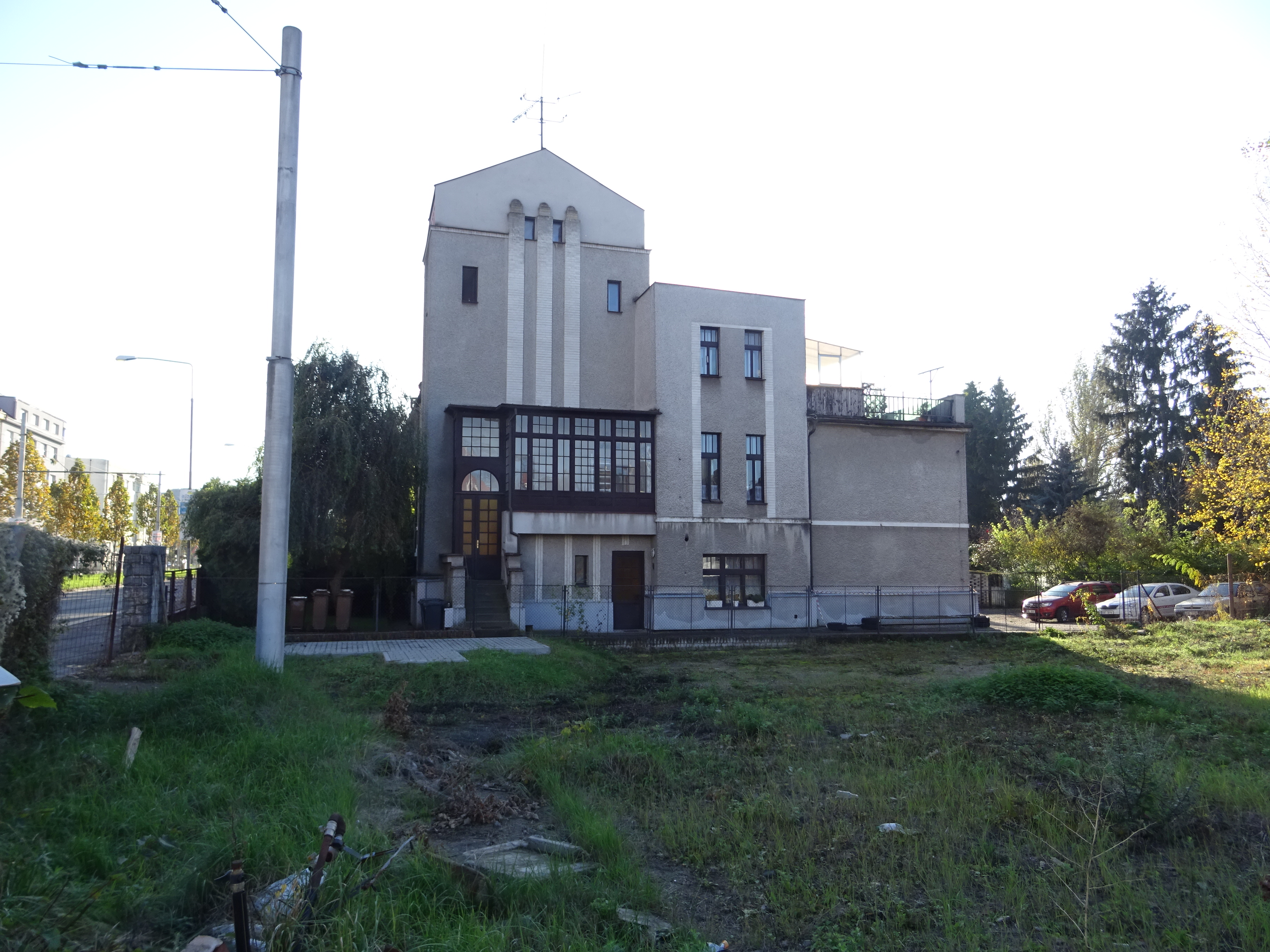
Pohled z Gočárovy třídy, vlevo schodišťová věž
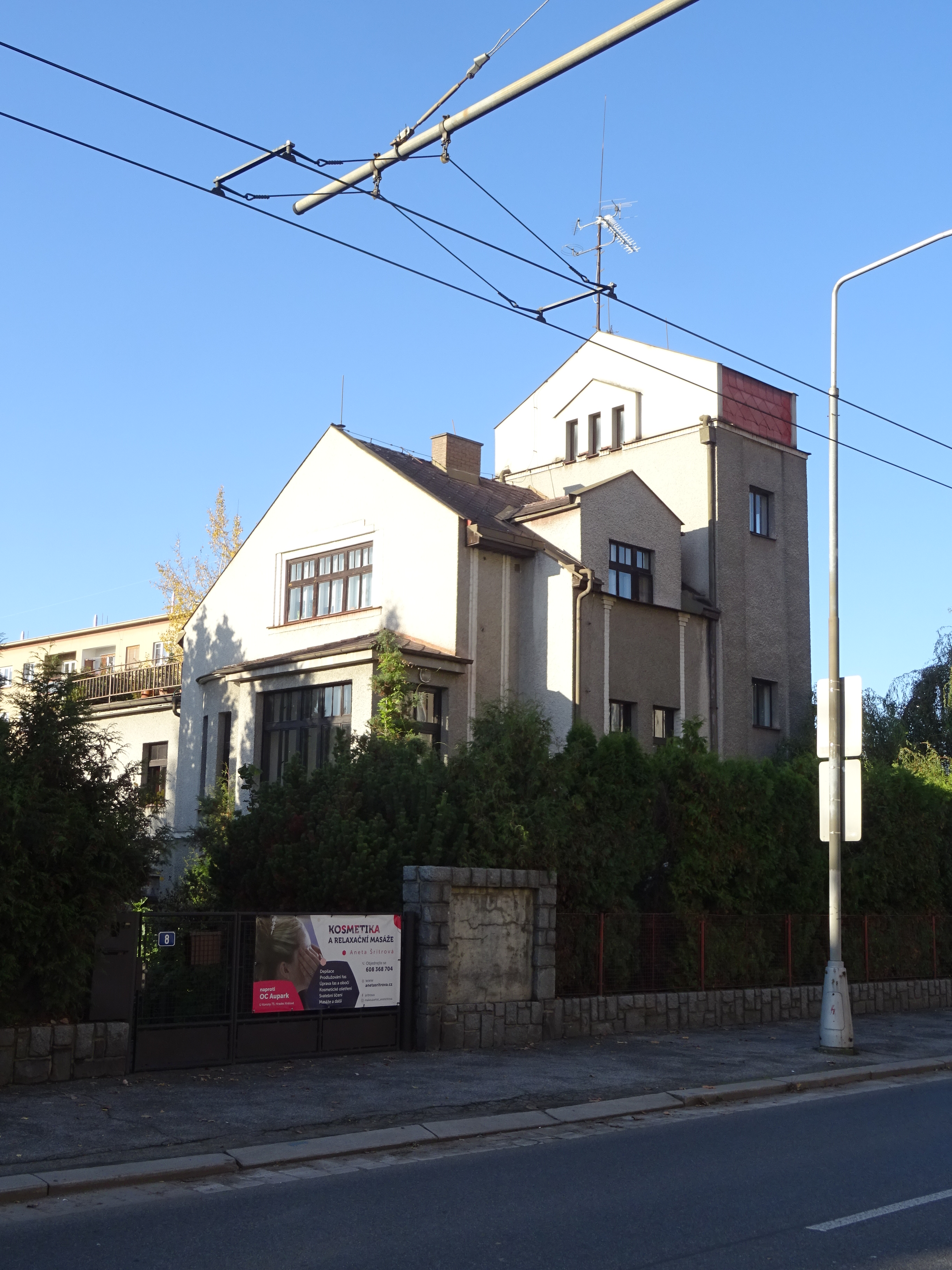
Pohled ze Střelecké ulice
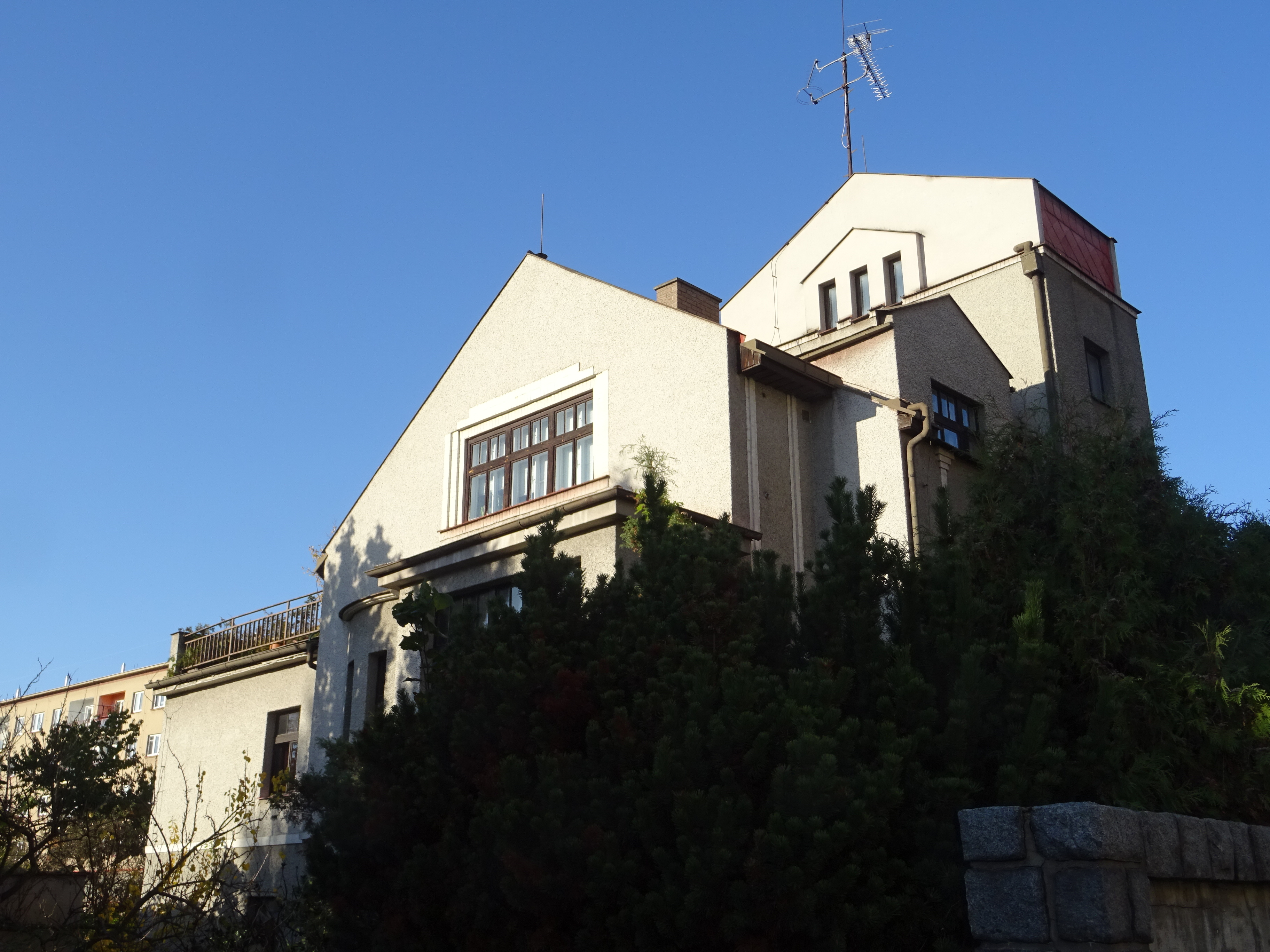
Detail podkroví

## Zajímavost
V roce 1930 zmínil vilu Václava Charváta historik Karel Herain ve své studii o královéhradecké architektuře, publikované v časopise Umění. Článek byl doprovozen fotografií vily pořízenou v roce 1929, tedy až po přestavbě dle projektu stavební firmy Nekvasil a Schmitd, nejednalo se o původní Fultnerův návrh, přestože o tom byli mnozí badatelé 20. století přesvědčeni.